# 프린시페섬
프린시페섬(포르투갈어: Príncipe 프린시프[*])은 상투메 프린시페 북동부에 있는 화산섬으로 상투메 프린시페에 있는 두 개의 큰 섬 가운데 하나이다. 봉봉 섬, 카로수 섬, 티뇨자그란드 섬, 티뇨자페케나 섬 등 여러 개의 작은 섬들을 포함한다. 면적은 136km2, 인구는 약 5,000명이며 최고점은 프린시페 산(948m)이다.
프린시페 섬의 산업은 카카오 플랜테이션이 주를 이루고 있다. 1개 현(파구에 현)을 관할하며 행정 중심지는 산투안토니우이다. 프린시페 공항이 이 곳에 있다.